# Iso Sluijters
Iso Sluijters (Eindhoven, 24 de julio de 1990) es un jugador de balonmano neerlandés que juega de lateral derecho en el Amicitia Zürich. Es internacional con la selección de balonmano de los Países Bajos.
Su primer gran campeonato con la selección fue el Campeonato Europeo de Balonmano Masculino de 2020.

## Palmarés

### Elverum
- Liga de Noruega de balonmano (1): 2014

## Clubes
| Club                 | País         | Año         |
| -------------------- | ------------ | ----------- |
| BFC                  | Países Bajos | 2007 - 2008 |
| Emmen & Omstreken    | Países Bajos | 2008 - 2010 |
| BM Alcobendas        | España       | 2010 - 2011 |
| HC Erlangen          | Alemania     | 2011        |
| Portland San Antonio | España       | 2011 - 2012 |
| Limburg Lions        | Países Bajos | 2012 - 2013 |
| Elverum Handball     | Noruega      | 2013 - 2014 |
| TV Emsdetten         | Alemania     | 2014 - 2016 |
| NMC Górnik Zabrze    | Polonia      | 2016 - 2021 |
| Amicitia Zürich      | Suiza        | 2021 - Act. |